# キー局
キー局（キーきょく、キー・ステーション（英: key station））とは、番組放送におけるネットワーク/系列の中心となる放送局のことである。
ここでは主に、日本の民間放送（民放）系列について説明する。

## 概説
日本のテレビ放送については、東京都内に所在する5つの主要放送局（在京テレビジョン放送局）である日本テレビ放送網・テレビ朝日・TBSテレビ・テレビ東京・フジテレビジョンを指す。
ラジオ放送についてもほぼ同様で、東京都内に所在する5つの放送局であるニッポン放送・文化放送・TBSラジオ・エフエム東京・J-WAVEを指す。ラジオネットワークも参照。
一般的には「キー局」と表記されるが、関係業界では「キイ局」の表記もしばしば用いられる。また、いずれの本社も東京都内に所在することから在京キー局、東京キー局とも呼ばれる。
テレビ放送におけるキー局は自ら番組を制作し、ネットワーク系列を通じて全国各地方における放送局（ローカル局）に番組の卸売り（番組販売、番販）を行うほか、番組供給にあたって自ら募ったスポンサーによる広告料の分配を行っている。ローカル局も番組制作や番販を行っているが、キー局制作番組の割合は非常に大きく、2002年度のテレビ番組総売り上げの多くはキー局からのものである。さらに、TBSとFM局を除きそれぞれの全国紙の系列新聞社（読売新聞・朝日新聞・毎日新聞・日経新聞・産経新聞）とも強い資本関係で結び付いており、メディアにおける影響力が強い（クロスオーナーシップ）。
なお、キー局子会社によるCS放送やインターネット配信も発達しており、直接日本全国に小売を行うようになり、キー局の定義はやや変容している。また、主に大阪府大阪市に所在する在阪テレビジョン放送局の4局（毎日放送・朝日放送テレビ・関西テレビ放送・読売テレビ放送）は準キー局と呼ばれ、キー局に準ずる立場にある（テレビ大阪や、より広義に捉えて愛知県名古屋市に所在する在名テレビジョン放送局5局の計6局を含める場合もある）。

### 全国紙・テレビ・スポーツ紙資本関係一覧
| 新聞         | 主資本放送局（在京キー局）                         | 主資本放送局（在京キー局）   | 主資本スポーツ新聞 | 備考                      |
| 新聞         | テレビ局（ニュース系列）                           | ラジオ局                     | 主資本スポーツ新聞 | 備考                      |
| ------------ | -------------------------------------------------- | ---------------------------- | ------------------ | ------------------------- |
| 読売新聞     | 日本テレビ放送網（日本ニュースネットワーク）       | （アール・エフ・ラジオ日本） | スポーツ報知       | [ 6 ] [ 7 ] [ 8 ]         |
| 朝日新聞     | テレビ朝日（オールニッポン・ニュースネットワーク） | なし                         | 日刊スポーツ       | [ 6 ] [ 9 ] [ 10 ]        |
| 毎日新聞     | TBSテレビ (ジャパン・ニュース・ネットワーク)       | （TBSラジオ）                | スポーツニッポン   | [ 11 ] [ 6 ] [ 7 ] [ 12 ] |
| 日本経済新聞 | テレビ東京（TXNネットワーク）                      | 日経ラジオ社                 | なし               | [ 13 ]                    |
| 産経新聞     | フジテレビジョン（フジニュースネットワーク）       | ニッポン放送 （文化放送）    | サンケイスポーツ   | [ 9 ] [ 14 ] [ 15 ]       |

## 定義
地上波による放送を行う放送事業者には、自身の開設する放送局の放送対象地域（放送法第2条の2、第2項第2号の総務省令で定める放送の区分ごとの同一の放送番組の放送を同時に受信できることが相当と認められる一定の区域）が定められており、一部の例外を除けば全国放送は行えないため、他の放送対象地域に放送局を開設する放送事業者とネットワークを組み、ニュースや放送番組の交換を行っている。このネットワークへ多くの放送番組を送り出す局がキー局である。
ネットワークへ多くの放送番組を送り出す局はおおむね東京都内に所在する広域放送局であることから一般に「在京キー局」などと呼ばれており、全国（より正確には全国的な広範囲）向けの番組を多く送り出している。また、日本では事実上、ネットワークごとに報道用素材の交換を目的としたニュース系列がともに機能しており、報道番組や素材もおおむねキー局を通じて全国に配信している。
歴史的には、日本の民間放送は東京以外の地方から発展したが、番組製作にかかる莫大な資金やスポンサーの調達を経済が集中する東京が主に担うようになり、在京局がキー局の役割を持つようになった。テレビ放送においてはキー局は番組製作とスポンサー集めを一括して行い、地方局へは「ネット保証金」を支払った上でCMも含めて放送するという形態を取るようになったが、このような形態をネットワークセールス枠と呼んでおり、テレビではプライムタイムのほとんどの番組がこの形態となっている。

### 準キー局
総務省や日本民間放送連盟の分類によると、大阪府大阪市に所在する在阪広域局の4局（毎日放送・朝日放送テレビ・関西テレビ放送・読売テレビ放送）を指す。テレビ大阪はこの定義から外れるが、在阪局という性質上、準キー局と括られることが多い。
準キー局はプライムタイムなどに全国ネットの番組供給枠を持ち、キー局に次いで番組を多く送り出している。ローカルセールス枠になると自社制作番組に差し替えることが多く（中にはネットワークセールス枠をCMのみネットして自社制作番組に差し替えることもある）、自社制作以外のローカルセールス番組を独立局に振り替えてネットするケースも見られる。
また、愛知県名古屋市に本社を置く民放局（在名テレビジョン放送局）も在阪局ほど多くはないが、全国ネットの番組を送り出しているため、公式な定義ではないものの広義の準キー局と扱われることがある。東海テレビ放送、中京テレビ放送、CBCテレビ、名古屋テレビ放送（通称・メ～テレ）およびテレビ愛知がそれらに当たる。

### 基幹局
このほか、主要都市にある各局は基幹局と呼ばれることがあり、ネットワークごとに一定の定義や役割を持っている。なお、キー局と準キー局および中京広域局を含めて呼称する事例もある。

## ローカル局
ローカルセールス枠は系列ネットワークからの番組を買い取り、放送局が自ら営業し募ったスポンサーによる広告をつけて放送する。ただし、キー局などが所在する地域と比較して相対的に経済規模の小さい地方ではスポンサーが見つからないこともあるが、この場合は番組を買い取る費用がないため、当該ネットワークなどの各地で放送している番組であっても放送できない「未ネット」となってしまう。
報道番組についても他の番組と同様にキー局から供給されるが、ローカル局でも独自の報道番組を制作している事例がある。しかし、これらは総じて赤字であると言われている。

## 各系列の原則としてのキー局・準キー局（在名局含む）
| 種類                             | 系列    | キー局 （東京・関東広域圏）       | 準キー局 （大阪・近畿広域圏）                            | 在名広域局 （名古屋・中京広域圏） | 備考    |
| -------------------------------- | ------- | --------------------------------- | -------------------------------------------------------- | --------------------------------- | ------- |
| 地上波テレビ放送 （”民放5系列”） | NNN/NNS | 日本テレビ放送網（NTV）           | 読売テレビ放送（ytv）                                    | 中京テレビ放送（CTV）             | [ * 1 ] |
| 地上波テレビ放送 （”民放5系列”） | ANN     | テレビ朝日（EX）                  | 朝日放送テレビ（ABC）                                    | 名古屋テレビ放送（NBN）           | [ * 2 ] |
| 地上波テレビ放送 （”民放5系列”） | JNN     | TBSテレビ（TBS）                  | 毎日放送（MBS）                                          | CBCテレビ（CBC）                  | [ * 2 ] |
| 地上波テレビ放送 （”民放5系列”） | TXN     | テレビ東京（TX）                  | テレビ大阪（TVO）                                        | テレビ愛知（TVA）                 | [ * 3 ] |
| 地上波テレビ放送 （”民放5系列”） | FNN/FNS | フジテレビジョン（CX）            | 関西テレビ放送（KTV）                                    | 東海テレビ放送（THK）             | [ * 4 ] |
| AMラジオ放送 （中波放送）        | JRN     | TBSラジオ（TBS）                  | MBSラジオ（MBS） 朝日放送ラジオ（ABC）                   | CBCラジオ（CBC）                  | [ * 5 ] |
| AMラジオ放送 （中波放送）        | NRN     | ニッポン放送（LF） 文化放送（QR） | ラジオ大阪（OBC） MBSラジオ（MBS） 朝日放送ラジオ（ABC） | 東海ラジオ放送（SF）              | [ * 5 ] |
| FMラジオ放送 （超短波放送）      | JFN     | エフエム東京（TFM）               | エフエム大阪（FMO）                                      | エフエム愛知（FMA）               | [ * 6 ] |
| FMラジオ放送 （超短波放送）      | JFL     | J-WAVE                            | FM802                                                    | ZIP-FM                            | [ * 7 ] |
| FMラジオ放送 （超短波放送）      | MegaNet | [ 注 8 ]                          | FM COCOLO                                                | [ 注 9 ]                          | [ * 8 ] |

1. ↑  一般番組供給はNNSがある。
2. 1 2  1975年3月30日までJNNとANNの準キー局が互いに逆であった（ネットチェンジ参照）。一般番組供給はJNNにはTBSネットワーク、ANNにはテレビ朝日ネットワークがある。
3. ↑  TVO・TVAは府県域局
4. ↑  一般番組供給はFNSがある。
5. 1 2  キー局が全てを取り仕切る一方通行方式である為、準キー局は厳密には存在しない。また、MBS・ABCはクロスネット局。
6. ↑  各局とも都府県域局。番組制作会社であるジャパンエフエムネットワーク（JFNC）はキー局に近い形態で、地方局に多数の番組を供給している。
7. ↑  各局とも都府県域局。なおJFLはキー局を置いていない（事実上の幹事局はJ-WAVE）。また、ネットワークとして密なものでなく、情報交換や一部番組交換にとどまる。
8. ↑  各局とも放送地域は、各広域圏内の外国語放送実施地域。ネットワークとして密なものでなく、情報交換や一部番組交換にとどまる。民放連のホームページでは現在、残る2局の外国語放送局であるFM COCOLOとLOVE FMのみがMegaNetの加盟局として扱われている。

上記のほか、関東・中京・近畿の独立テレビ放送13局による組織全国独立放送協議会（独立協）があるが、基本的にニュースや放送番組の交換などが行われない為、ネットワーク組織として扱われていない（U13加盟局の一部が立ち上げた東名阪ネット6は将来の「6番目の系列作り」を念頭においた機構にするとしている）。
また、通常のネットワーク組織とは異なるが、教育放送番組の融通を行う機関として財団法人民間放送教育協会がある。

### 4大ネットワーク
上記に挙げた日本国内の民放テレビ局のキー局のうち、テレビ東京を除く4局を「4大キー局（在京4大キー局）」、それらの系列局を合わせて「4大ネットワーク」と呼ぶ事もある。
放送番組の売り上げ順は2002年度の『日本民間放送年鑑』によるとフジテレビ、日本テレビ、テレビ朝日、TBSテレビの順である。
テレビ東京が除外されるのは、他のネットワークと比べて歴史が浅く、系列局とその放送対象地域が小規模であることが理由である。放送局数では2番目に少ないテレビ朝日系列の4分の1にすぎない。しかし、その地域の狭さゆえ限られた顧客層に効果的に訴求できるとして「効率よい広告効果」を謳っている。なお、将来構想として系列局を増加させていく構想はあるが、具体的な計画策定には至っていない。

## キー局制の問題点
有識者による指摘としては、以下のようなものがある。
- 吉野次郎（日経BP記者）は、キー局はその系列ネットワークの力を背景にローカル局を支配しているとしている[19]。
- 堺屋太一（作家）は国会における参考人答弁にて、日本のキー局制度が東京一極集中の要因の1つになっているとしている[20]。

## その他の用法
在京キー局に留まらず、在阪局や在名局、時にはその他の主要地方局が制作もしくは主導で番組を制作や送出する場合（ex:『局アナバトルROUND3』における広島エフエム放送など）も、その制作もしくは、送出（こちらの場合は「発局」ともいう）主導を担当する局を「キー局」と呼称する場合がある。なお、独立局を中心に放映する番組における「幹事局」とは定義が異なる。

## キー局の存在しない放送
これらの用語は地上波において系列を形成している民間放送にのみ用いられるものであり、一つの法人で日本全国を網羅している衛星放送や短波放送（日経ラジオ社）には用いられない。
また、日本放送協会（NHK）は単一の法人であり、各地の放送局はその一部門であるため「キー局」という用語は用いられないが、基幹放送局という用語が用いられており、東京（NHK首都圏局）および札幌・仙台・名古屋・大阪・広島・松山・福岡の各放送局が該当する。また、放送法で法人形態（特殊法人）とともに本部を東京都に置くと定められていることから、ネットワークの形態について法律で定められていない（形式上は地域放送局各社の集合体にすぎない）民放とは違い、東京一極集中に基づく組織の形態が法制度でも明確に定められている。